# Шарганська вісімка
Шарганська вісімка (серб. Шарганска осмица; Šarganska osmica) — історична залізнична колія в Сербії, що проходить між населеними пунктами Мокра Гора та Шарган-Вітасі.

## Історія
У 1903 році був затверджений проект з прокладення залізничних колій, що з'єднували б Сербію з Боснією. Але будівництво вузькоколійної колії Ужице — Вердісте почалося лише у 1906 році, після запуску залізничної колії Сараево — Вардиште. Перший поїзд зупинився на станції Ужице у 1912 року, хоч будівництво на відрізку Сталач — Чачак — Ужице — Вердісте не раз припинялося. Через Балканську та Першу світові війни, роботи зупинили.
Після окупації Сербії Австо-Угорщиною, навесні 1916 року нова влада продовжила будівництво залізничної колії Вардісте — Ужице, для ширшого залізничного зв'язку на Балканському півострові. Проект розробили австо-угорські інженери на чолі з Хуго Кайнцл. Були збудовані станції в Мокрой Горі, Шаргані, Кремнах. Через труднощі у подоланні гірського масиву Шарган було прокладено лише 9 км. Також було прокладено найбільший тунель під пагорбами Буди на Шарган, у якому через обвал загинуло близько 200 осіб. Переважно на будівництві залізничної колії працювали російські та італійські військовополонені. У жовтні 1916 році будівництво було припинене.
Після Першої світової війни та створення Королівства Югославія, залізничний маршрут що з'єднував б Білгород, Ужице, Вишеград і Сараєво знов став актуальним. Будівництво було відновлено 1 березня 1921 року, але через відсутність прогресу Міністерством транспорту було ухвалено провести аукціон у жовтні 1921 року. Дозвіл на прокладення залізниці отримали дві компанії: «Фенікс» та «Плавшич». Дата закінчення проекту 24 квітня 1924 рік.
Компанія «Фенікс» працювала на ділянці від Ужице до Кремна довжиною 30 км. Через девальвацію динара та провину Дирекції будівельного підприємства «Фенікс» будівництво продовжилось аж до 30 січня 1925 року. Роботи на цій ділянці залізниці керувався інженерами: Мілівой Рашковіч, Нікола Джуріч і Ніко Мартинович.
Від Шарган до Мокрої Гори, включаючи тунель під Шарган, будівництво доручили компанії Нікола Плавшича. Компанія «Плавшич», місто від напрямку Вардіста, де вони завершили підготовчі роботи на дев'ятому кілометрі, у долині річки Камесіна, відкрив великий будівельний майданчик з вбудованими бараками для робітників. Компанія «Плавшич» мала машини для дроблення каменів, підготовлено пісок, тартак і численні складські будівелі. «Плавшич» побудували великі залізні дроти, які повинні були йти в три гілки, до найвищого тунелю на Сарган, на відстані 1825 м, у других, на станції довжиною Ятаре 1926 м і третій маршрут пройшов через 30 км на долину річки Камесіна довжиною 1400 метрів. Вся довжина складала 4491 метрів. Цей фунікулер був ємністю 5 вагонів на годину або 40 вагонів на добу і покривають близько 12 000 вагонів будівельних матеріалів. Однак через великі підготовчі інвестиції, коли він, як передбачається почати велику роботу з будівництва залізниці, компанія Плавшич, залишилася без готівки і збанкрутувала. 13 липня 1923 року після численних попереджень ліцензію на проведення робіт у компанії забрали.
23 серпня 1923 року Міністром транспорту було створено комітет (на чолі з Хуго Кайнцл та Станіславом Соботка), який повинні розробити маршрут довжиною 22,8 км. Головною проблемою було різниця висот між Мокрогорською котловиною та Шарганським перевалом. Маршрут цієї дороги починався з Ужице по долині річки Джетіні до Шарган. Ця частина мала максимальний підйом у 14 проміле. Від Шарган-Вітасі до Котроман успішно було вирішено різницю у висоті на маршруті між станціями (тунель Шарган 808 м та тунель Балван 453 м). Довжина залізничного шляху становила 355 м, з максимальним підйомом у 18 проміле. Поздовжній профіль лінії маршруту: початкова точка Ужице — 404 метрів над рівнем моря, Стапари — 521 м, Врутце — 584 м, Біоска — 636 м, Кремна 734 м, залізнична станція Шарган-Вітасі — 806 м, а максимальна висота біла у найдовшому шарганськом водороздільному тунелі — 808 м, Ятар — 701 м, Мокра гора — 567 м, тунель Νº-53 до колишньої границі — 453 м. Довжина маршруту складала 57,9 км. По частям это
выглядит так: Ужице — Стапары (8,9 км), Стапары — Врутцы (5,5 км), Врутцы — Биоска (7,5 км), Биоска — Кремна (8,1 км) и Кремна — Шарган — Витаси (5,0 км). Довжина залізниці Шарган — Витаси — Мокра Гора (15,5 км) і до кордону з Боснією (7,4 км).
25 січня 1925 року Шарганська вісімка біла відкрита.
28 лютого 1974 році колію закрили через її нерентабельність. Хоч вона мала велике економічне та туристичне значення для Югославії.

## Туризм
У 1998 році влада вирішила відновити цей маршрут. У 2003 році маршрут протяжність 15 км був офіційно відкритий, як туристичний.